# Cornelis Simon van Dobben de Bruijn
Cornelis Simon van Dobben de Bruijn (Bodegraven, 28 oktober 1873 - Gouda, 10 januari 1947) was een Nederlands antirevolutionair bestuurder en Kamerlid.
Cornelis Simon van Dobben de Bruijn was de zoon van de orthodox-hervormde kaashandelaar Cornelis Gerritse van Dobben de Bruijn en Annetje Mensink. Na het afronden van het gymnasium in Gouda promoveerde hij op stellingen in de rechtswetenschap aan de Rijksuniversiteit Utrecht in 1898. Na zijn studie was hij twee jaar volontair ter secretarie bij de gemeente Loosduinen, waarna hij in november 1900 op 27-jarige leeftijd werd benoemd tot burgemeester van het Zuid-Hollandse Hazerswoude, wat hij tot 1917 zou blijven. Daarnaast was hij van 1901 tot 1917 lid van de Provinciale Staten van Zuid-Holland.
In 1906 behoorde hij samen met o.m. Visscher en Duymaer van Twist tot de oprichters van de Gereformeerde Bond tot verbreiding en verdediging van de Waarheid in de Nederlandse Hervormde Kerk.
Van 1917 tot 1924 was hij werkzaam in het bedrijfsleven, tot hij in 1924 werd benoemd tot burgemeester in zijn geboortedorp, Bodegraven, wat hij tot 1938 zou blijven. Na de verkiezingen van 1933 combineerde hij die functie vier jaar met het Tweede Kamerlidmaatschap voor de ARP. Hij speelde als waterstaatdeskundige in de Kamer een bescheiden rol en sprak slechts eenmaal in de Tweede Kamer, bij de behandeling van de begroting van Waterstaat voor 1934.
Van Dobben de Bruijn trouwde op 2 juni 1904 met Marijtje van Hoeken. Hun zoon Cornelis Gerrit van Dobben de Bruijn (1908-1990) was burgemeester van onder andere Hazerswoude en hun zoon Adrianus Jacobus van Dobben de Bruijn (1909-1994) was burgemeester van Langbroek. In 1928 werd Cornelis Simon van Dobben de Bruijn benoemd tot Ridder in de Orde van Oranje-Nassau en in 1934 tot Ridder in de Orde van de Nederlandse Leeuw.